# Emma Waiblinger
Emma Waiblinger (* 7. Juli 1897 in Düsseldorf; † 30. November 1923 in Esslingen am Neckar) war eine deutsche Schriftstellerin.
Waiblinger wuchs mit ihren drei Geschwistern in Esslingen auf. Sie schrieb schon in ihrer Kindheit Theaterstücke und Erzählungen. Nach dem Besuch der Frauenarbeitsschule und einer Haushaltsschule begann sie 1914 eine Ausbildung am Stuttgarter Kindergärtnerinnenseminar und arbeitete anschließend, obwohl sie während des Ersten Weltkrieges eigentlich Lazarettdienste übernehmen wollte, drei Jahre lang als Kindermädchen in einer Stuttgarter Familie. In dieser Zeit entstand ihr erster Roman, Die Ströme des Namenlos, der 1920 erschien. 1918 begann sie in Tübingen eine Ausbildung als Hebamme. In diesem Beruf arbeitete sie später in ihrer Heimatstadt Esslingen.
Die Ströme des Namenlos, ein Entwicklungsroman, wurde von einem Verlagsmitarbeiter mit Kellers Grünem Heinrich verglichen, erregte aber beim Publikum vor allem wegen der emanzipierten Haltung der weiblichen Hauptperson Aufsehen und auch Anstoß.
Emma Waiblinger arbeitete später eine Zeit lang in Gaienhofen als Kindermädchen im Haushalt des Ehepaares Dorle und Ludwig Finckh, denen ihr erster Roman gewidmet ist. Dort schrieb sie auch ihren zweiten Roman. Wegen einer schweren Darmerkrankung verbrachte sie einige Zeit in einem Schweizer Sanatorium und kehrte anschließend, im Herbst 1923, nach Eßlingen zurück. Dort bereitete sie eine Auswanderung nach Amerika vor, die sie dann aber nicht in die Tat umsetzte. Ende November 1923 erschoss sich Emma Waiblinger in der Wohnung ihrer Eltern in der Turmstraße 12 in Eßlingen, nachdem sie das Manuskript zu ihrem zweiten Roman verbrannt hatte.
Gretchen Wohlwill fertigte im Oktober 1922 eine Portraitzeichnung von Emma Waiblinger an. Ob Emmas älterer Bruder, der Sprachforscher Erwin Waiblinger (1890–1914), Freund von Gretchen Wohlwill, mit seinen Aufsätzen von Einfluss auf sie war, ist nicht überliefert.
Szenische Lesungen aus Die Ströme des Namenlos fanden 2003 in Esslingen mit der Schauspielerin Elif Veyisoglu statt. Am Tag des Friedhofs 2008 wurde eine Lesung mit Texten Emma Waiblingers auf dem Ebershaldenfriedhof veranstaltet.